# روز جهانی کلیه

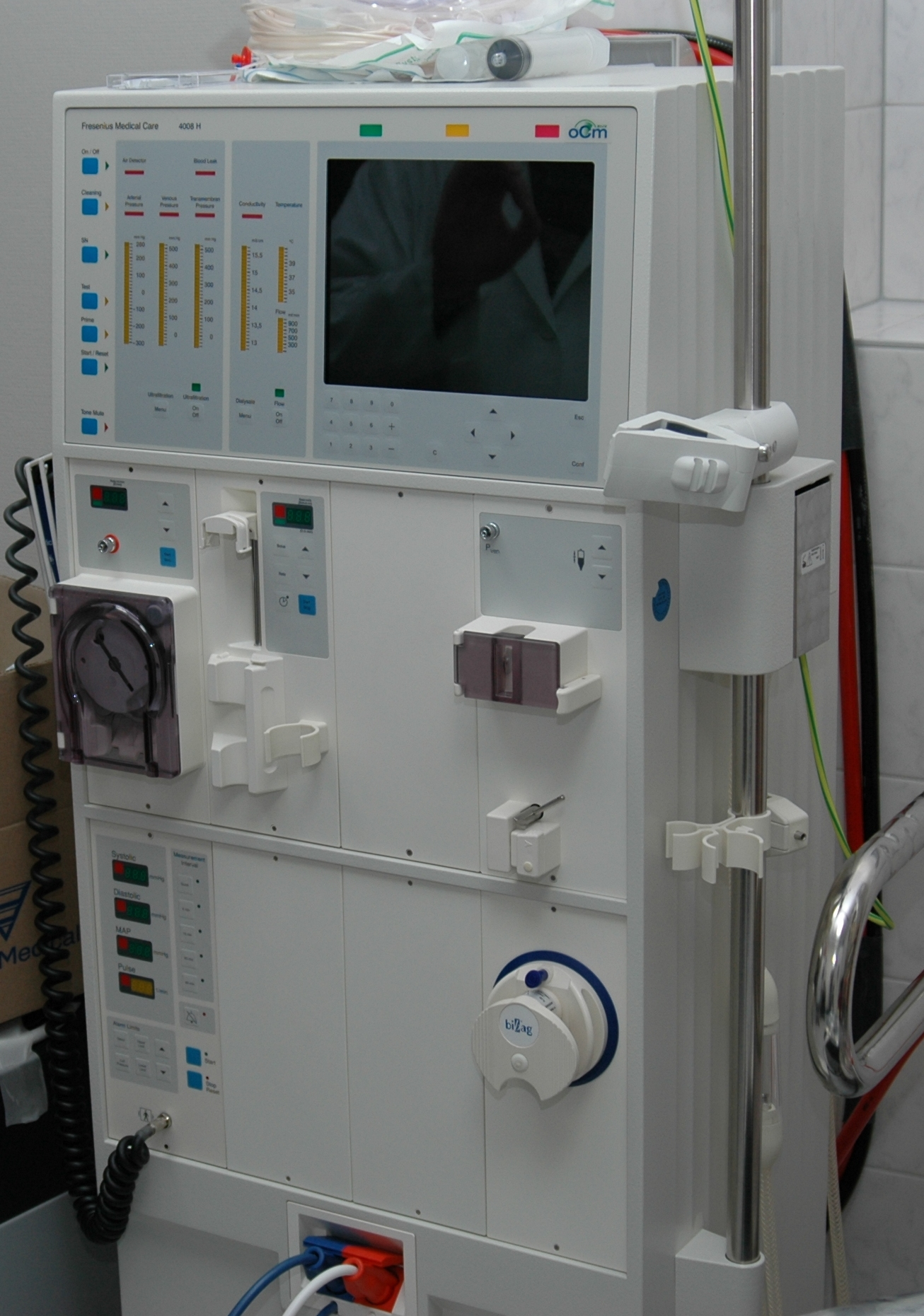
روز جهانی کلیه

روز جهانی کلیه (WKD) یک کمپین جهانی به جهت افزایش آگاهی در زمینه سلامت است که بر اهمیت کلیهها و کاهش فراوانی و تأثیر بیماری‌های کلیوی و مشکلات بهداشتی مرتبط با آن در سراسر جهان متمرکز است.
روز جهانی کلیه همه ساله در روز دوشنبه پنجم مارس برگزار می‌شود. در شروع این روز، ۶۶ کشور این تاریخ را در سال ۲۰۰۶ برگزار کردند. پس از طی دو سال، این تعداد به ۸۸ رسید. WKD یک ابتکار عمل مشترک جامعه بین‌المللی نفرولوژی (ISN) و فدراسیون بین‌المللی بنیادهای کلیه (IFKF) است. این روز برای افزایش آگاهی از شرایط کلیه در نظر گرفته شده بود. اگرچه بسیاری از آنها قابل درمان هستند، اما این یک نگرانی پزشکی ثانویه از جمعیت مبتلای بیشتر است.